# Culte de la personnalité de Staline

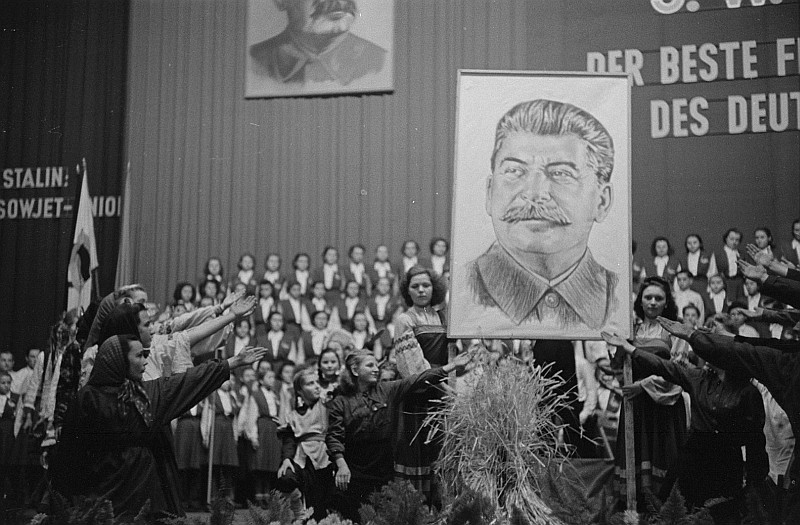
Portrait de Staline exposé lors d'un événement public à Leipzig, Allemagne, en 1950.

Au pouvoir en URSS de 1924 jusqu'à sa mort en 1953, Joseph Staline était entouré d'un culte de la personnalité particulièrement poussé.

## Genèse
Après la mort de Lénine, Staline prit le pouvoir en URSS et renforça la dictature. Le culte de sa personnalité devint proéminent dans la culture soviétique en 1929 pour célébrer son 50e anniversaire.

## Propagande
Le culte de la personnalité de Staline était transmis par la propagande. Nombreuses étaient les affiches à sa gloire dans la rue. Plusieurs chansons lui étaient également dédiées. La propagande le surnommait le Père des peuples.

## Guerre froide

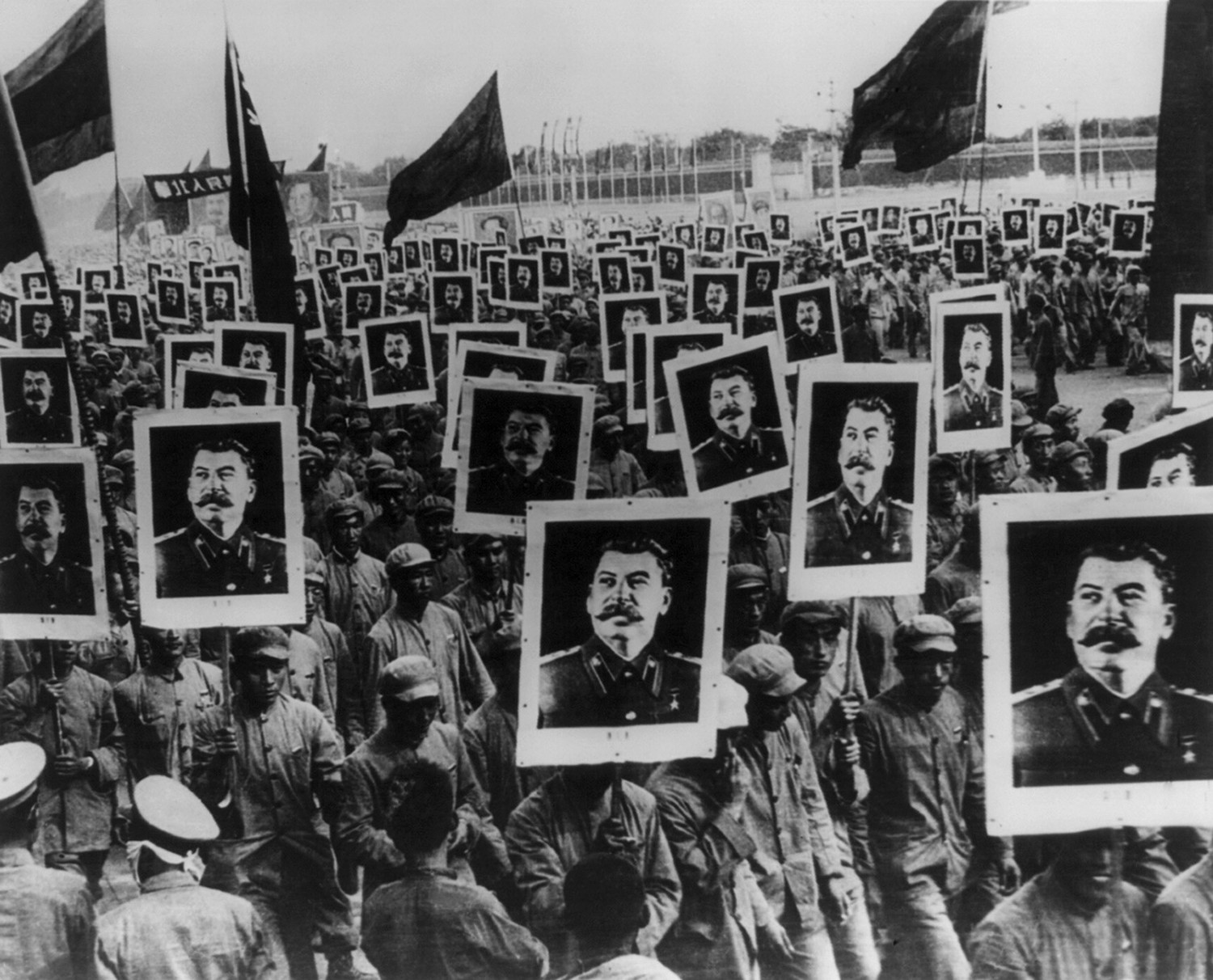
Célébration des 70 ans de Staline en République populaire de Chine.

Le culte de la personnalité de Staline était également présent dans d'autres pays du bloc de l'Est, tels que la Chine ou la République démocratique allemande.

## Après la mort de Staline
Après la mort de Staline, le nouveau dirigeant soviétique Nikita Khrouchtchev dénonça dans un rapport secret de 1956 (mais qui fut connu en Occident et même dans une grande mesure en URSS et dans le bloc communiste), le culte de la personnalité du dictateur  et une partie de la répression, particulièrement celle ayant touché les communistes à partir de 1937, mais non celle avant les Grandes Purges et l'organisation de la famine au début des années 1930. Il faudra attendre l'arrivée au pouvoir de Mikhaïl Gorbatchev pour que  l'ensemble de ses crimes soient dénoncés.